# Julián Serrano
Julián Ezequiel Serrano (Paraná, 16 de octubre de 1993) es un actor, cantante y youtuber argentino. Saltó a la fama en 2011 cuando comenzó a subir videos en su canal de YouTube y luego adquirió reconocimiento por su participación en la serie Aliados (2013-2014) de Telefe.
Es considerado como uno de los pioneros y referentes de YouTube en Argentina, donde adquirió notabilidad en el público juvenil y los medios masivos nacionales en la década de 2010. En 2018, la empresa estadounidense Hill+Knowlton incluyó a Serrano en su lista de los diez youtubers más influyentes de Argentina.

## Biografía
Julián Ezequiel Serrano nació el 16 de octubre de 1993 en Paraná, provincia de Entre Ríos. Es el primogénito de Oscar Alfredo Serrano Badioli y Diana Gabriela Itria, y tiene una hermana menor llamada Yolanda Serrano. Después de completar la escuela secundaria, Serrano comenzó a estudiar Comunicación Social y Psicología en su ciudad natal. Sin embargo, abandonó estos estudios después de ser seleccionado para protagonizar una serie en Buenos Aires.

## Carrera profesional
Serrano inició su carrera como creador de contenido en el año 2008 en la plataforma de YouTube, en la cual abrió un canal llamado «Argentinojes», donde subía videos con imágenes y música hechos con Windows Movie Maker, pero esta primera incursión no tuvo éxito y la cuenta fue suspendida por utilizar vocabulario inapropiado. En 2009, Serrano creó el canal «Yotmbestoyalpdo», que significaba «Yo también estoy al pedo» donde se dedicaba a subir videos humorísticos que tampoco lograron tener repercusión. Aunque no fue hasta el año 2011, cuando Serrano comenzó a convertirse en un fenómeno viral de YouTube por los videoblog subidos en su canal «JulianSerrano7» con el cual adquirió una fama inicial en Argentina y luego en el resto de América Latina y España.
A partir de esto, la productora argentina Mulata Films decidió incorporar a Serrano en la serie educativa Presentes (2012), en la cual personificó a Luca Prieto, un adolescente con inseguridades personales escudado en una actitud soberbia. Poco después, Serrano interpretó uno de los papeles principales de la serie juvenil Aliados (2013-2014) creada por Cris Morena y emitida por Telefe. En la serie, Serrano asumió el rol de Franco Alfaro, un adolescente marginal, sin trabajo y sin estudio, que se gana la vida con actos delictivos.
A finales del 2014, Serrano inició su carrera musical como cantante solista bajo el nombre artístico de Jota Esse, que refieren a las letras iniciales de su nombre. Su primer sencillo «Ella baila enamorada», una canción pop, fue lanzada el 15 de diciembre de 2014 al mercado musical. En 2015, Serrano inició su primera gira musical a nivel nacional denominada Jota Esse Tour. En noviembre del 2015, Serrano publicó en las tiendas virtuales su primer álbum de estudio Jota Esse compuesto por doce canciones y a su vez finalizó su primera gira musical. En paralelo a su carrera musical, Serrano volvió a repetir el papel de Luca Prieto en la segunda temporada de Presentes.
En 2016, Serrano fue fichado por Pol-ka para conformar el elenco principal de la telenovela Quiero vivir a tu lado de El trece, que se estrenó el 23 de enero de 2017. En la ficción, Serrano asumió el papel de Pedro Romano, el hijo de Verónica y Alfred interpretados por Paola Krum y Alberto Ajaka. Poco después, Serrano integró el elenco de la telenovela Golpe al corazón de Telefe, personificando a Alejo Ferrari, un joven uruguayo aficionado a la música. A finales de ese año, se embarcó en una gira titulada Esta es mi historia Tour con la que recorrió algunas ciudades de Argentina.
A comienzos del 2018, Serrano publicó su autobiografía Esa es mi historia bajo la editorial Penguin Random House. Seguidamente, debutó en el cine con la película dramática Perdida dirigida por Alejandro Montiel, en la cual interpretó el papel de Ariel, un joven misterioso y oscuro. En mayo, Serrano fue anunciado como uno de los participantes oficiales del Bailando 2018. En la competencia fue emparejado con la instagramer Sofía Morandi, resultando ser los ganadores del reality con el 50,86%, venciendo en la final a la actriz Jimena Barón, quien obtuvo el 49,14%.
Más tarde, Serrano debutó como conductor de televisión con el programa S.T.O. emitido por América TV y estrenado en marzo del 2019. Ese mismo año, participó en el Súper Bailando nuevamente junto a Sofía Morandi. Sin embargo, Serrano decidió renunciar a ambos programas para focalizarse nuevamente en su carrera musical y crear contenido en las redes sociales. Luego, realizó una participación especial en la serie de comedia El host de Fox.
En 2020, Serrano presentó una serie sencillos titulados «María», «Dos desconocidos», «Un trago más» y «Quedarme contigo», que marcaron su regreso a la música. En 2022, Serrano incursionó en los videojuegos, por lo que fundó junto a oros tres influencers la organización «City Sports» dedicada a los juegos deportivos electrónicos. En 2023, Serrano regresó a la música como DJ presentando varias sesiones con el productor Mechaloca.

## Filmografía

### Cine
| Año  | Título  | Papel | Director          |
| ---- | ------- | ----- | ----------------- |
| 2018 | Perdida | Ariel | Alejandro Montiel |

### Televisión
| Año        | Título                    | Papel         | Notas               |
| ---------- | ------------------------- | ------------- | ------------------- |
| 2012, 2015 | Presentes                 | Luca Prieto   |                     |
| 2013-2014  | Aliados                   | Franco Alfaro |                     |
| 2017       | Quiero vivir a tu lado    | Pedro Romano  |                     |
| 2017-2018  | Golpe al corazón          | Alejo Ferrari |                     |
| 2018       | Showmatch: Bailando 2018  | Participante  | Ganador             |
| 2019       | S.T.O.                    | Conductor     |                     |
| 2019       | Showmatch: Súper Bailando | Participante  | Abandono voluntario |
| 2019       | El host                   | Él mismo      |                     |

## Teatro
| Año  | Título              | Papel         | Lugar           |
| ---- | ------------------- | ------------- | --------------- |
| 2014 | Aliados, el musical | Franco Alfaro | Teatro Gran Rex |

## Discografía
Bandas sonoras
- 2013: Aliados
- 2014: Aliados Versión Extendida

Álbumes de estudio
- 2015: Jota Esse

## Giras musicales
- 2015: Jota Esse Tour
- 2017: Esta es mi historia Tour

## Premios y nominaciones
| Año  | Premio                                  | Categoría                           | Trabajo nominado | Resultado | Ref(s) |
| ---- | --------------------------------------- | ----------------------------------- | ---------------- | --------- | ------ |
| 2014 | Premios Nuevas Miradas en la Televisión | Revelación                          | Presentes        | Nominado  | [ 43 ] |
| 2014 | MTV Millennial Awards                   | Francotuiteador argentino del año   | Él mismo         | Nominado  | [ 44 ] |
| 2014 | Kids' Choice Awards Argentina           | Celebridad en Twitter               | Él mismo         | Ganador   | [ 45 ] |
| 2014 | Fans Awards                             | Artista del año                     | Él mismo         | Nominado  | [ 46 ] |
| 2015 | MTV Millennial Awards                   | Instagramer argentino del año       | Él mismo         | Nominado  | [ 47 ] |
| 2015 | Kids' Choice Awards Argentina           | Favorito en la web                  | Él mismo         | Ganador   | [ 48 ] |
| 2015 | Fans Awards                             | Mejor fandom                        | Serranistas      | Ganador   | [ 49 ] |
| 2015 | Fans Awards                             | Artista del año                     | Él mismo         | Nominado  | [ 49 ] |
| 2016 | Kids' Choice Awards                     | Estrella latina favorita            | Él mismo         | Nominado  | [ 50 ] |
| 2016 | MTV Millennial Awards                   | Snapchatero argentino del año       | Él mismo         | Nominado  | [ 51 ] |
| 2016 | Kids' Choice Awards Argentina           | Youtuber favorito                   | Él mismo         | Ganador   | [ 52 ] |
| 2017 | MTV Millennial Awards                   | Supercolab del año                  | Él mismo         | Nominado  | [ 53 ] |
| 2017 | MTV Millennial Awards                   | Instagrammer nivel Dios - Argentina | Él mismo         | Nominado  | [ 53 ] |
| 2017 | Kids' Choice Awards Argentina           | Youtuber favorito                   | Él mismo         | Nominado  | [ 54 ] |
| 2017 | Kids' Choice Awards Argentina           | Mejor fandom                        | Serranistas      | Nominado  | [ 54 ] |
| 2017 | Premios Los Más Clickeados              | Youtuber del año                    | Él mismo         | Nominado  | [ 55 ] |
| 2017 | Fans Awards                             | Bombón                              | Él mismo         | Ganador   | [ 56 ] |
| 2017 | Premios Martín Fierro Digital           | Mejor youtuber                      | Él mismo         | Nominado  | [ 57 ] |
| 2017 | Premios Martín Fierro Digital           | Mejor de lo más visto en Youtube    | Él mismo         | Nominado  | [ 57 ] |
| 2018 | Kids' Choice Awards Argentina           | Influencer musical favorito         | Él mismo         | Nominado  | [ 58 ] |
| 2018 | Premios Los Más Clickeados              | Famosos con más rating en internet  | Él mismo         | Ganador   | [ 59 ] |
| 2019 | Premios Martín Fierro Digital           | Mejor de lo más visto en Youtube    | Él mismo         | Nominado  | [ 60 ] |